# Ramphotyphlops hamatus
Ramphotyphlops hamatus este o specie de șerpi din genul Ramphotyphlops, familia Typhlopidae, descrisă de Storr 1981. Conform Catalogue of Life specia Ramphotyphlops hamatus nu are subspecii cunoscute.